# Рут Чаттертон
Рут Чаттертон (англ. Ruth Chatterton, 24 грудня 1892 — 24 листопада 1961) — американська кіно- і театральна акторка, популярна на початку 1930-х, письменниця-романістка та льотчиця. Увіковічнена на Голлівудській алеї слави.

## Життєпис
Народилася в Різдво 24 грудня 1892 року в Нью-Йорку. З дитинства мріючи про кар'єру акторки, Рут у 14 років покинула школу і стала грати на сцені театру. У 1911 році вона дебютувала на Бродвеї і зробила відмінну театральну кар'єру, з'явившись за 10 років у 14-ти постановках.
Рут Чаттертон була одружена з актором Ральфом Форбсом з грудня 1924 до 12 серпня 1932. Наступного дня після розлучення одружилася з партнером по фільму «Крах» Джорджем Брентом, через два роки розлучилася. У зрілому віці одружилася з Баррі Томпсоном і прожила з ним 18 років. 
Померла 24 листопада 1961 року від інсульту у місті Норволк, штат Коннектикут. Похована на цвинтарі Бічвуд (Нью-Рошелл).

## Кар'єра
У 1928 році Чаттертон привернула увагу відомого кіноактора Еміля Яннінгса. Її яскрава гра забезпечила картині визнання публіки, і протягом наступних кількох років Чаттертон досить активно знімалася в провідних ролях. У 1930 році вона була номінована на отримання премії «Оскар» в категорії найкраща акторка відразу за фільм «Мадам Ікс».
Партнерами Чаттертон були популярні актори тих років — Пол Лукас (у фільмах «Право любити», «Додсворт», «Невірна» та ін), її другий чоловік Джордж Брент («Крах», «Жінка», «Лілі Тернер»), Клайв Брук («Чарівні грішники», «Нічия жінка»), Фредерік Марч («Тупиця», «Сара і син») та інші.
Починаючи з 1934 року кінокар'єра сорокарічної акторки пішла на спад. Її останнім помітним фільмом була мелодрама 1936 року «Додсворт» за романом лауреата Нобелівської премії Сінклера Льюїса. У 1938 році Рут пішла з кіно і переїхала до Великої Британії, де прожила багато років. В останні роки життя вона написала кілька книг, а в 1950 році знялася на телебаченні у ролі Гертруди в екранізації «Гамлета». 24 листопада 1961 акторка померла від крововиливу в мозок. Згодом вона була удостоєна зірки на Голлівудській Алеї Слави.

## Фільмографія
| Рік  | Українська назва       | Оригінальна назва           | Роль                |
| ---- | ---------------------- | --------------------------- | ------------------- |
| 1938 | Королівське розлучення | A Royal Divorce             | Жозефіна де Богарне |
| 1937 | Щур                    | The Rat                     | Зелія де Шомон      |
| 1936 | Додсворт               | Dodsworth                   | Френ Додсворт       |
| 1936 | Спальня для дівчат     | Girls' Dormitory            | Профессор Анна Мат  |
| 1936 | Королева секретів      | Lady of Secrets             | Селія Віттейкер     |
| 1934 | Журнал злочинців       | Journal of a Crime          | Франсуаза Молле     |
| 1933 | Жінка                  | Female                      | Елісон Дрейк        |
| 1933 | Ліллі Тернер           | Lilly Turner                | Ліллі Тернер Діксон |
| 1932 | Фріско Дженні          | Frisco Jenny                | Фріско Дженні       |
| 1932 | Катастрофа             | The Crash                   | Лінда Голт          |
| 1932 | Багаті завжди з нами   | The Rich Are Always with Us | Кароліна Граннард   |
| 1932 | Завтра і завтра        | Tomorrow and Tomorrow       | Єва Редман          |
| 1931 | Прекрасна брехня       | The Magnificent Lie         | Полл                |
| 1931 | Невірна                | Unfaithful                  | Леді Фей Кілкеррі   |
| 1930 | Право любити           | The Right to Love           | Брукс Еванс         |
| 1930 | Нічия жінка            | Anybody's Woman             | Пенсі Грей          |
| 1930 | Королева скандалу      | The Lady of Scandal         | Елсі Гіларі         |
| 1930 | Сара і син             | Sarah and Son               | Сара Сторм          |
| 1929 | Мадам Ікс              | Madame X                    | Жаклін Флоріо       |
| 1929 | Чарівні грішники       | Charming Sinners            | Катрін Майлс        |
| 1929 | Тупиця                 | The Dummy                   | Агнес Мередіт       |
| 1929 | Секрет лікаря          | The Doctor's Secret         | Ліліан Гарсон       |
| 1928 | Гріхи батьків          | Sins of the Fathers         | Грета               |